# 科羅拉多城 (德克薩斯州)
科羅拉多城（英語：Colorado City）是一個位於美國德克薩斯州米切爾縣的城市。根據2010年美國人口普查，該地共人口4146人，而該地的面積約為13.70平方千米。同時該地也是米切爾縣的縣治。

## 地理
科羅拉多城的座標為32°23′46″N 100°51′44″W / 32.39611°N 100.86222°W，而該地的平均海拔高度為630米（即2067英尺）。